# Sol (ANRIのアルバム)
『Sol』（ソル）は、日本の歌手ANRIの24枚目のオリジナル・アルバムである。2005年11月2日発売。発売元は日本コロムビア。

## 概要
- 日本コロムビア移籍第1弾、およそ4年ぶりのオリジナル・アルバム。プロデュースをリー・リトナーが務めた[1]。
- アルバムタイトルはふと感じた直感からラテン語で「太陽」を意味する「Sol」と名付けた[2]。

## 収録曲
1. Field of Light
  - 作詞：吉元由美 作曲：ANRI & LEE RITENOUR 編曲：小倉泰治 & ANRI & LEE RITENOUR
2. Woman’s Soul
  - 作詞：吉元由美 作曲：ANRI & LEE RITENOUR 編曲：LEE RITENOUR
3. 風に吹かれて
  - 作詞：吉元由美 作曲・編曲：LEE RITENOUR
4. 永遠にキスはしないで
  - 作詞：吉元由美 作曲：ANRI 編曲：小倉泰治
5. Tender Solitude
  - 作詞：吉元由美 作曲・編曲：LEE RITENOUR
6. Somewhere Sometime
  - 作詞：吉元由美 作曲：ANRI 編曲：LEE RITENOUR
7. Not Serious But Free
  - 作詞：吉元由美 作曲：ANRI & LEE RITENOUR 編曲：LEE RITENOUR
8. あなたがそこにいるだけで
  - 作詞：吉元由美 作曲：ANRI 編曲：小倉泰治
9. Pride and Dream
  - 作詞：吉元由美 作曲：ANRI 編曲：小倉泰治
10. ONLY HEAVEN CAN WAIT(FOR LOVE)
  - 作詞・作曲：Roberta Flack & Eric Alexander Mercury 編曲：小倉泰治
11. Everything Must Change
  - 作詞・作曲：Bernard Ighner 編曲：小倉泰治 & LEE RITENOUR
12. ONLY HEAVEN CAN WAIT(FOR LOVE) -reprise-
  - 作詞・作曲：Roberta Flack & Eric Alexander Mercury 編曲：小倉泰治 & LEE RITENOUR & ELLIS HALL